# Bierwart
Bierwart is een plaats en deelgemeente van de Belgische gemeente Fernelmont in de provincie Namen
Tot 1 januari 1977 was het een zelfstandige gemeente.

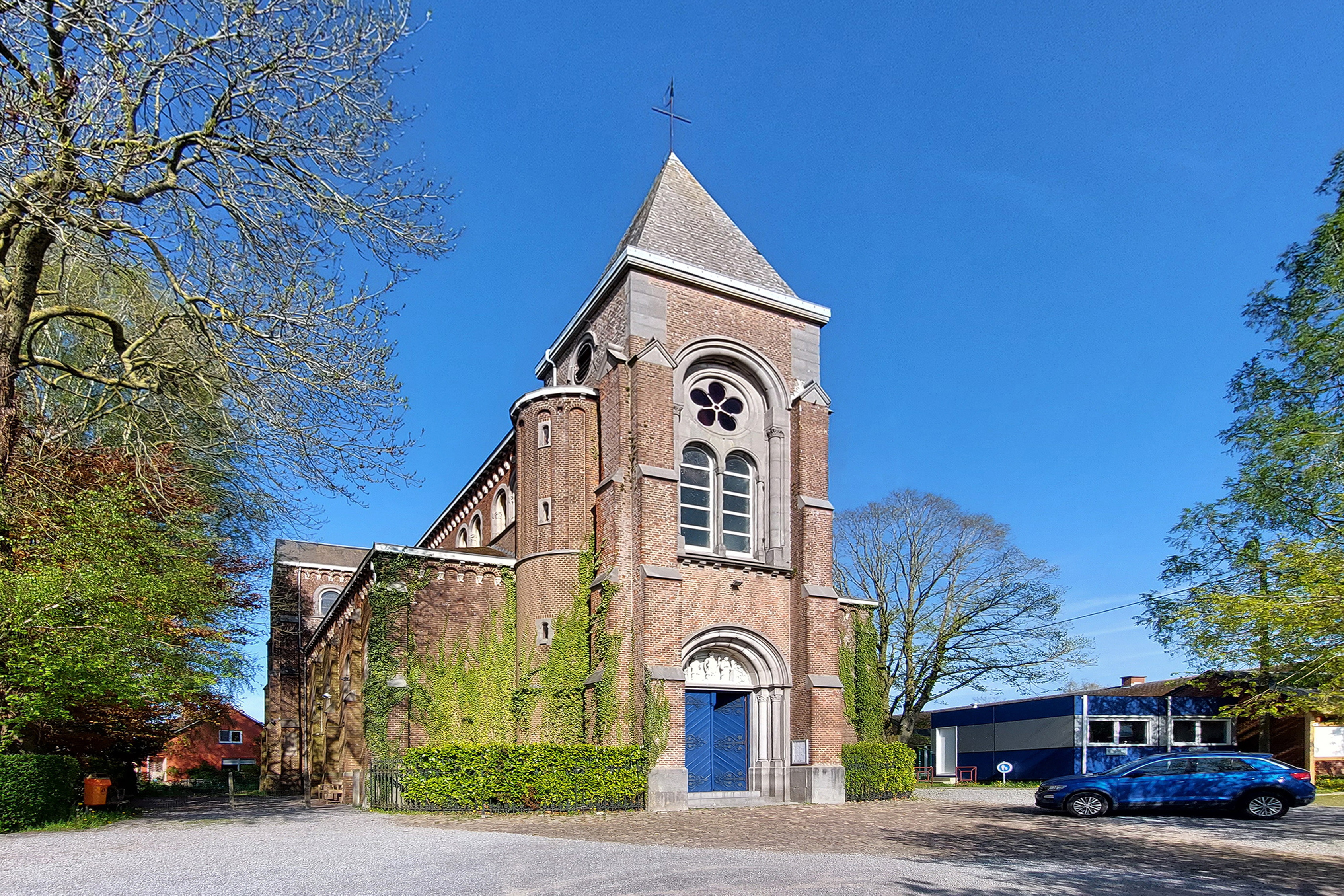
Eglise Saint Denis à Bierwart

## Bezienswaardigheden

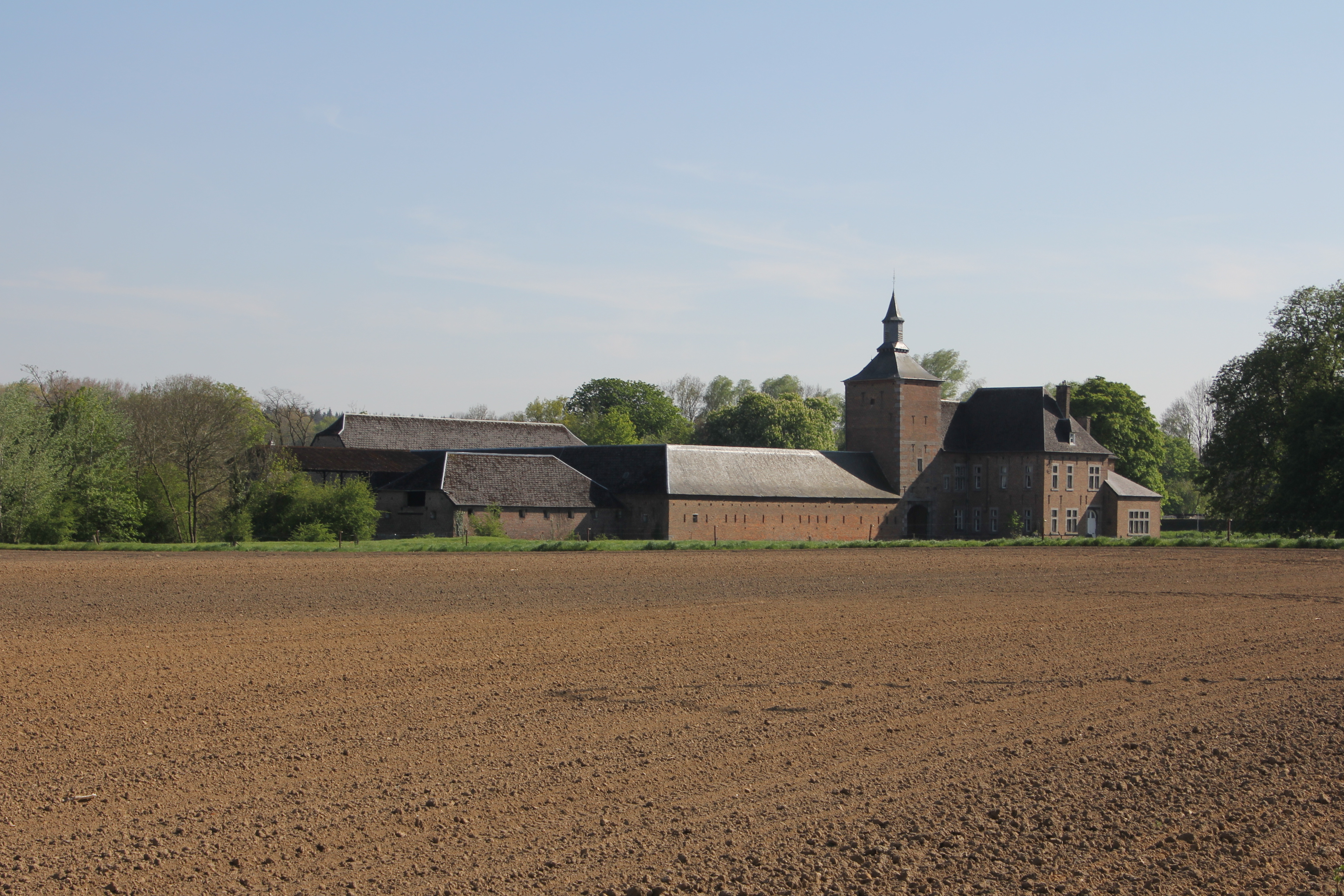
Kasteelhoeve Bierwart

- De Sint-Dionysiuskerk (Église Saint Denis) is een neoromaans kerkgebouw van 1872.
- De Kasteelhoeve van Bierwart (Château-ferme de Bierwart) was een zetel van de heerlijkheid. De huidige gebouwen zijn van omstreeks 1700 en werden in de 19e eeuw nog verbouwd.

## Natuur en landschap
De hoogte aan de kerk bedraagt 192 meter.

## Demografische ontwikkeling
Bronnen:NIS, Opm:1831 tot en met 1970=volkstellingen, 1976= inwoneraantal op 31 december

## Nabijgelegen kernen
Hannêche, Forville, Waret-l'Évêque, Pontillas